# Отношения любви-ненависти
Отноше́ния любви́-не́нависти — это межличностные отношения, которые отличаются чередующимися эмоциями любви и ненависти.
Этот термин часто используется в психологии и журналистике. Он может применяться как в романтическом контексте, так и вне его.
Самовлюблённые люди считаются особенно склонными к агрессивным реакциям на объекты любви, не в последнюю очередь, когда речь идет о проблемах самоидентификации: в экстремальных случаях ненависть при самом существовании другого может быть единственным ощущением, пока любовь не прорвётся за ней.
Исследования Йельского университета показывают, что отношения любви и ненависти могут быть результатом плохой самооценки.

## В культуре
- Пример отношений любви-ненависти заметен во взаимодействии героев американского телесериала «Готэм», Освальда Кобблпота и Эдварда Нигмы.[7]